# روزبه رایگا
روزبه رایگا (زاده ۱۳۶۰ در بابل) تصویربردار و مدیر فیلم‌برداری ایرانی است. وی در جشن دنیای تصویر برای فیلم انارهای نارس کاندید تندیس بهترین فیلمبرداری شده است. وی نامزد بهترین فیلمبرداری در بخش سینمای نوزدهمین جشن حافظ در سال ۹۸ و برنده جایزه بهترین فیلمبردار در سال ۲۰۱۶ برای فیلم ممیرو (با عنوان انگلیسی Immortal در جشنواره) در دوازدهمین جشنواره فیلم مسلمانان کازان روسیه شد.
نامزد بهترین فیلمبرداری از جشن منتقدین سینما ۱۳۹۷

## فیلم‌شناسی

### مدیر فیلمبرداری
- جزایر قناری (۱۴۰۴)
- رها (۱۴۰۳)
- کفایت مذاکرات (۱۴۰۳)
- مفت‌بر (۱۴۰۲)
- حدود ۸ صبح (۱۴۰۱)
- شهر هرت (۱۴۰۱)
- عطر آلود (۱۴۰۱)
- اورکا (۱۳۹۹)
- زنبور کارگر (۱۳۹۸)
- سودابه (۱۳۹۷)
- دیدن این فیلم جرم است! (۱۳۹۷)
- آقای سانسور (۱۳۹۶)
- آینه بغل (۱۳۹۶)
- آستیگمات (۱۳۹۶)
- لونه زنبور (۱۳۹۶)
- حریم شخصی (فیلم) (۱۳۹۵)
- شعله‌ور (۱۳۹۵)
- کارگر ساده نیازمندیم (۱۳۹۵)
- یک آن (۱۳۹۵)
- آب‌نبات چوبی (فیلم ۱۳۹۴)
- سایه‌های موازی (۱۳۹۴)
- ماه در جنگل (۱۳۹۴)
- ممیرو (۱۳۹۳)
- آوازهای سرزمین من (۱۳۹۳)
- انارهای نارس (۱۳۹۲)
- با دیگران (۱۳۹۲)
- سر به مهر (۱۳۹۱)
- سه و نیم (۱۳۸۹)
- پیرمردها نمی‌میرند (۱۳۸۱)

### دستیار اول فیلمبردار
- آن سه (۱۳۸۵)
- شیرین (فیلم) (۱۳۸۷)